# سايتو هاجيمي (روروني كنشين)
سايتو هاجيمي (باليابانية: 斎藤 一، بالروماجي: Saitō Hajime) وفي النسخة الإنجليزية هاجيمي سايتو، هو شخصية خيالية في المانغا والأنمي لسلسلة روروني كنشين من ابتكار نوبوهيرو واتسوكي.

## ابتكار الشخصية وتصورها
سايتو هاجيمي (1844-1915) كان شخصا تاريخيا حقيقيا من حقبة ميجي. واتسوكي غير الشخصية نحو أعلى درجة أكثر من أي شخص تاريخي آخر ظهر في رورني كنشين بحمله دورا كبيرا بالقصة، أثناء تطوير قصة روروني كنشين خطط واتسوكي لأن يكون هاجيمي بطلا «قذرا» يحافظ على قاعدته «باغت بقتل الشر» ولا يكون رجلا طيبا في مجموعة كنشين. بكون واتسوكي نوى جعله شريرا فقد رسم وجهه «كشرير».
اعتبر واتسوكي سايتو «لعنة» الأشرار في السلسلة كونه يغلب الأعداء الذين يعتقدون بأنفسهم أنهم الأقوى، مهارة السيف غاتوتسو التي يستخدمها سايتو هي خيالية، في حين كانت حركة الشخصية التاريخية المفضلة هي وكزة اليد اليسرى المنفردة أو هيرازوكي، وتستخدم أساسا بالضرب نحو الأسفل، الطعن، والوكز. واتوسكي أعطى للمهارة الخيالية المستندة على المهارة الحقيقية اسم «غاتوتسو» لتلائم مع نغمة إثارة القصة.

## الشخصية
بكونه القائد السابق لفرقة شينسنغومي الموالية للحكومة، كان لسايتو العداوة الطويلة لهيمورا كنشين، السفاح الذي عمل لمصلحة الإمبرياليين (مناصري الإمبراطورية)، وكنتيجة تورطه بأحداث إيكيدايا فقد شارك مع رفاقه في منع كيوتو من الحريق الذي أرادته فرقة متطرفة من إيشين شيشي، ومع ذلك هزمت فرقة شينسنغومي لاحقا هزيمة نكراء ليضطر بعدها للاختفاء.
سايتو المعروف باسم «الذئب الوحيد من ميبو»، لا يملك شفقة أو رحمة تجاه أعدائه، يعيش وفق قاعدة شينسنغومي «أكو سوكو زان» 悪即斬 (باغت بقتل الشر، حرفيا: الشر على الشر، حيث الشر يقتل)، كما لا يشعر بالندم على حياة إنسان عندما يفصح عن حبه في القتل، سايتو متغطرس لكن ذلك لم يمنعه من كونه تحريا جيدا ومقاتلا، يعتقد في الأمان والنظام حتى في المجتمع الذي كونه أعداؤه السابقون. جميع من يعتبره فاسدا أو مستبدا يقوم سايتو باستهدافه بالقتل.
في فصل كيوتو، ينضم سايتو إلى كنشين في قتال شيشيو ماكوتو، على كل فهو يعتبر كنشين خصما أكثر من اعتباره حليفا. بعد إدراكه بتعهد كنشين بعدم القتل يقرر سايتو إنهاء عداوته.
إضافة لكونه مقاتل سيف ماهر، أظهر سايتو قوة جسمية عندما قاتل بيده ساغارا سانوسكي، الذي يعتبره مجرد هاو ضعيف.
سايتو متزوج من امرأة اسمها توكيو 時尾 لكنها لم تظهر أبدا، كما أشار مرة لحبه وجبة سوبا (طبق شعيرية بسيط).

## مهارات القتال
تمرس سايتو على مهارات من فنون قتال شينسنغومي، مهارة هيرازوكي (حرفيا: طعنة اليد اليسرى) التي يستخدمها سايتو لمهارته غاتوتسو هي مبنية على أسلوب قتال شينسنغومي الحقيقي. وبرغم أن غاتوتسو هي كل ما يقوم به، استطاع سايتو ابتكار وضعيات مختلفة لها.
الوضعية الأولى (إيشيكي) هي الوضعية القياسية، هجمة أرضية على مستوى الكتف، يستعد لها بالوقوف المائل قليلا مع ثني الركبتين، اليد اليسرى توضع خلفا واليمنى تتمدد للأمام، ماسكا مقبض السيف بيده اليسرى واضعا أطراف أصابع يده اليمنى على حد السيف. الوضعية الثانية (نيشيكي) هي هجمة إلى الأسفل، وبذلك فإن مدى توجيه الضربة ضيق. بينما الوضعية الثالثة (سانشيكي) هي هجمة إلى الأعلى يتم الاستعداد لها بنفس طريقة إيشيكي، ضاربا بالسيف الخصم الذي فوقه بطعنة مباشرة بدلا من التلويح بالسيف.
على كل يقوم سايتو بوضعية أخرى هي الوضعية صفر (زيروشيكي)، وفيها يتم تطبيق الهجمة عندما يكون المدى ضيقا مستخدما كامل قوة الجزء العلوي للجسم، وهذه بخلاف الثلاث السابقة، لا تحتاج لاستعداد بالقدم. مهارات سايتو تعتبر مميتة بكون غاتوتسو لها نقاط ضعف قليلة، ورغم تكرار استخدامها فلها فوائد كثيرة كما ويمكن ممارستها باليد المجردة.
بجانب مهارات السيف، سايتو محترف في القتال باليد، وطريقته أشبه بالملاكمة بخطوات قدميه، وضعيات الدفاع، والقوة والسرعة. كما ظهر ذلك عندما قاتل سانوسكي. لدى سايتو المقدرة على تحليل الخصوم في المعارك مثل هيكو سيجورو، ويستطيع استنتاج نقاط الضعف فيهم.

## موجز القصة
يظهر سايتو متنكرا كبائع أعشاب طبية عند دوجو كاميا، بعد أن يتسبب بإيذاء ساغارا سانوسكي الذي اكتشف تنكره، ينسحب سايتو تاركا أدلة على وجوده لتنبيه هيمورا كنشين بوجوده، عندما يرحل كنشين لقتال أكاماتسو أروندو يعود سايتو إلى دوجو كاميا منتحلا شخصية فوجيتا غورو 藤田 五郎 الشرطي الذي يطلب لقاء كنشين بشدة.
عندما يعود كنشين إلى الدوجو يكتشف وجود سايتو ما يثير غضبه، ويكشف حقيقة هويته كالقائد الثالث لفرقة شينسنغومي، يتبارز الاثنان وفيما تتجه الغلبة إلى سايتو يعود كنشين إلى شخص هيتوكيري باتوساي فيكسر سيف سايتو ويواجه محاولته لكسر عنقه باستخدام غمد سيفه، يظهر أوكوبو توشيميتشي وهما على وشك الانتهاء ليوقف المبارزة، معتذرا لكنشين عن اختباره له عما إذا لا يزال محتفظا بمهاراته لمجابهة شيشيو ماكوتو. بعدها يقتل سايتو كلا من أروندو وسيده شيبومي السياسي الفاسد الذي استخدم سايتو نفسه لقتل كنشين، فيما كان سايتو في الحقيقة مواليا لأوكوبو.
يظهر سايتو مرة أخرى في فصل كيوتو لقتال شيشيو ماكوتو، وفيها يتمكن من قتل أوسوي، أحد أقوى ثلاثة في جيش شيشيو جوبونغاتانا، لكنه يصاب في رجليه. يحاول سايتو مباغتة سايتو باستهداف جبهته بالسيف، لكنه يفشل لارتداء شيشيو حلقة حديدية في جبهته معللا أنه استهدف من قبل في نفس المكان ولن يقع في الخطأ مرتين، بعدها يتمكن شيشيو من صد جميع ضربات سايتو حتى يسقطه أرضا، وبنهاية الفصل يعتقد الجميع أن سايتو قضى في انفجار مقر شيشيو.
في فصل جينتشو، يرسل سايتو للقبض على يوكيشيرو إنيشي لينتهي بمساعدة كنشين في قتال مساعدي إنيشي، هازما موميوي بكسر ذراعه وأسنانه، وأحد حراس إنيشي الشخصيين الذي اكتشف نقطة ضعف غاتوتسو. بنهاية السلسلة يرسل سايتو إلى مدينة أخرى بعد رفضه إنهاء القتال الأخير بينه وبين كنشين معللا أن كنشين ليس في شخص عدوه السابق. يذكر سايتو في العدد الخاص الملون هارو ني ساكورا، وفيه يسأل كنشين آوشي عن مكان سايتو وحاله. هذه القصة أضيفت إلى المجموعة التي تضم كل ما يتعلق بروروني كنشين.

## مدى قبول الشخصية
بسبب تغيير شخص سايتو هاجيمي، تلقى واتسوكي في اليابان ردودا سلبية من معجبي فرقة شينسنغومي، أعجب واتسوكي بفكرة زيادة شعبية هاجيمي مع تطور القصة، من الردود السلبية كان هناك اعتراض على رسم وجه سايتو الشرير بدلا من الوجه الوسيم وفق اعتقاد معجبي شينسنغومي، وفي دفاعه قال واتسوكي أن لا لوحة موجودة تصور سايتو، وأضاف أنه لو وجدت فهناك اختلاف في الأذواق. أضاف واتسوكي أنه بتلقيه الردود السلبية، فقد تلقى كذلك ردودا إيجابية.
طيلة استمرار السلسلة كان سايتو ينال المراتب العليا في الاستفتاءات، فكان ثاني أفضل عدو لكنشين.
بعض مبادئ شخصية سايتو في نسختها في روروني كنشين استخدمت في شخصية كايتشيرو واشيزواكا من لعبة القتال ذا لاست بليد، وهو قائد وحدة من فرقة شينسنغومي يظهر كشرطي في فترة باكوماتسو، كما كانت له ضربة سيف شبيهة لغاتوتسو.

## اقرأ أيضا
- فرقة شينسنغومي
- هيمورا كنشين، عدوه السابق في فترة باكوماتسو
- شيشيو ماكوتو، العدو المشترك لسايتو وكنشين